# Insecte (film)
Insecte (în cehă Hmyz) este un film de comedie, suprarealist, care a fost regizat de Jan Švankmajer. Filmul se bazează pe piesa de teatru Ze života hmyzu (Imagini din viața insectelor) de Karel și Josef Čapek. Švankmajer a declarat că va fi ultimul film pe care îl va regiza. A avut premiera la 26 ianuarie 2018 la Festivalul Internațional de Film de la Rotterdam. Filmul arată actori amatori care repetă piesa Imagini din viața insectelor. Actorii se trezesc trăind rolurile personajelor lor și halucinând ca insecte. Insecte este intercalat cu procesul creativ al filmului în sine și interviuri cu actorii despre visele lor.

## Distribuție
- Jaromír Dulava⁠(d) ca Directorul („Dl. Cricket”), soțul meticulos și iritabil al Ruzenei; este pasionat de actorie și încearcă din răsputeri să-i facă pe actorii eșuați să se potrivească cel mai bine viziunii sale.
- Kamila Magálova⁠(d) ca Rose/Ružena („Doamna Cricket”), soția adulteră a Directorului; ea o joacă pe doamna Cricket, care este o viitoare mamă; nu este pasionată de actorie și uită adesea de direcțiile de scenă.
- Jan Budar⁠(d) ca William/Václav (Rhyssa persuasoria⁠(d)), iubitul Ruzenei; el este desemnat să joace viespea Rhyssa persuasoria, al cărei rol este să-i ucidă pe Greieri; îl supără pe Director.
- Jirí Lábus este Charlie Forrest/Borovička („Gândacul de bălegar”), un actor aspirant prost care are probleme cu citirea; devine obsedat de personajul său odată ce intră în contact cu un gândac de bălegar.
- Ivana Uhlírová⁠(d) ca Jilly/Jituška („Larva”), o balerină nevrotică, care se teme de insecte; ea joacă rolul larvei viespii Rhyssa persuasoria și experimentează multe halucinații de gândaci și furnici.
- Norbert Lichy ca Nettle/Kopriva („Parazit”), un ofițer de poliție somnoros și un prieten al directorului; el joacă rolul idealistului Parazit, care consideră insectele care adună hrană o nedreptate; se trezește că vrea să o mănânce pe Jituška.

## Producție
Filmul a avut un buget estimat de 40 de milioane coroane cehe și o lansare parțială stabilită pentru 2017. Premiera mondială a fost ulterior confirmată pentru Festivalul Internațional de Film de la Rotterdam din 2018. Filmul se bazează pe piesa Ze života hmyzu (Imagini din viața insectelor) de Karel și Josef Čapek, pe care Švankmajer a descris-o astfel: „Imagini din viața insectelor este o piesă mizantropică. Scenariul meu extinde doar această mizantropie, deoarece omul este mai mult ca o insectă și această civilizație seamănă mai mult cu un furnicar. Ar trebui să ne amintim și de mesajul din Metamorfoza lui Kafka.”
În mai 2016, Athanor Production Co. a lansat o campanie Indiegogo⁠(d) pentru a strâge 150.000 de dolari americani pentru acest film. Campania s-a încheiat la 20 februarie 2018 și a reușit să strângă 305.927 de dolari americani, depășindu-și obiectivul inițial cu 81%.